# Iberochondrostoma almacai
La boga del suroeste (Iberochondrostoma almacai) es una especie de pez teleósteo  de la familia de los ciprínidos.

## Descripción
Se trata de una especie parecida a Iberochondrostoma lusitanicum pero con un mayor número de escamas en la línea lateral y sobre la misma, un menor número de dientes faringeos y una cabeza de menor tamaño pero unos ojos y nariz mayores.

## Biología y Ecología
Especie reófila, que habita ríos de marcado carácter mediterráneo con una la típica heterogeneidad estacional de hábitats y caudales medios-bajos. Es un pez de una vida media superior a 4 años, que alcanza la madurez sexual en el segundo año para ambos sexos.
Es una especie ubicua, presente en ríos de pequeño y medio tamaño.  Se refugia en pozas durante el periodo estival de sequías, propio de los ambientes mediterráneos y desova en zonas de aguas rápidas someras.

## Distribución
Especie endémica del Sur de Portugal. Localizada en las cuencas del Mira, Arade y Bensafrim.

## Conservación
Esta especie se encuentra categorizada a nivel mundial por la UICN como críticamente amenazada B2ab(i,ii,iii). Suele refugiarse en la pozas aisladas durante los periodos de sequía, por lo que las extracciones de agua no controladas y la mala gestión de los recursos hídricos constituyen una de sus principales amenazas, junto con la introducción de especies.